# Pistacia vera
Espèce
Classification phylogénétique
Statut de conservation UICN

 NT  : Quasi menacé
Le pistachier, pistachier commun, pistachier cultivé ou pistachier vrai (Pistacia vera L.), est un arbuste de 3 à 10 mètres, de la famille des Anacardiaceae.
Cet arbuste originaire des zones arides du Moyen-Orient, fut d'abord cultivé il y a 3 000 à 4 000 ans en Iran. Il fut introduit par la suite dans le bassin méditerranéen par les Romains au début de l'ère chrétienne.
Le pistachier est cultivé pour ses amandes comestibles. Celles-ci nommées « pistaches », sont utilisées dans l'alimentation humaine et en particulier grillés à l'apéritif ou en pâtisserie.

## Étymologie et histoire taxonomique
Le terme « pistachier » vient par l'intermédiaire du latin pistacium du grec πιστάκιον / pistákion, lui-même dérivé de πιστάκη / pistákē , d'origine incertaine (cf. pistacia).
Le pistachier vrai était connu des auteurs de l'antiquité gréco-romaine. La première mention dans la littérature revient au botaniste grec Théophraste (-371; -288) qui signale sa présence en Inde et peut être en Bactriane. Il indique qu'il produit des noix semblables aux amandes mais supérieures en goût. Quatre siècles plus tard, l'encyclopédiste romain du Ier siècle, Pline, nous apprend que le pistachier fut importé de Syrie en Italie par le gouverneur romain Lucius Vitellius et en Hispanie par le chevalier romain Flaccus Pompéius (Pline, H.N. 15, 91). À la même époque, l'ouvrage de matière médicale du médecin grec Dioscoride (qui servira de manuel de référence en pharmacologie européenne et musulmane durant 1 500 ans), cite aussi les pistakia πιστακια, bonnes pour l'estomac et les morsures de serpent (Dioscoride, M.M., I, 124).
À partir du XVIIe siècle, la botanique cherche à se forger des fondements autonomes et à se séparer de la médecine. Les premières descriptions botaniques modernes des différents pistachiers sont celles faites par Tournefort lors de l'expédition naturaliste qu'il mena au Levant de 1700 à 1702 (Relation d'un voyage du Levant, Tome I, lettre IX, p.375).
Plus tard, en 1753, Linné crée le genre Pistacia et reconnait six espèces dont Pistacia vera, P. lentiscus et P. terebinthus. Il place les Pistacia dans la classe des Dioecia Tetrandria (dioïque, quatre étamines). En 1759, Bernard de Jussieu créé la famille des Terebintaceae rassemblant les Cassuvum (Anacardium) la noix de cajou, Mangifera (manguier), Terebinthus (lentisque, pistachier) etc. que Linné avait dispersé dans des familles différentes. En 1789, Antoine Laurent de Jussieu le neveu de Bernard de Jussieu, publie cette nouvelle classification dans Genera plantarum (A.L. Jussieu, p.368). Les Térébintacées Juss. deviendra plus tard la famille des Anacardiaceae (R. Brown) John Lindley.
Actuellement, The Plant List accepte douze espèces du genre Pistacia.
Le nom de genre Pistacia vient du latin pistacia « pistachier » et l'épithète spécifique vera est la déclinaison du latin verus « vrai ».

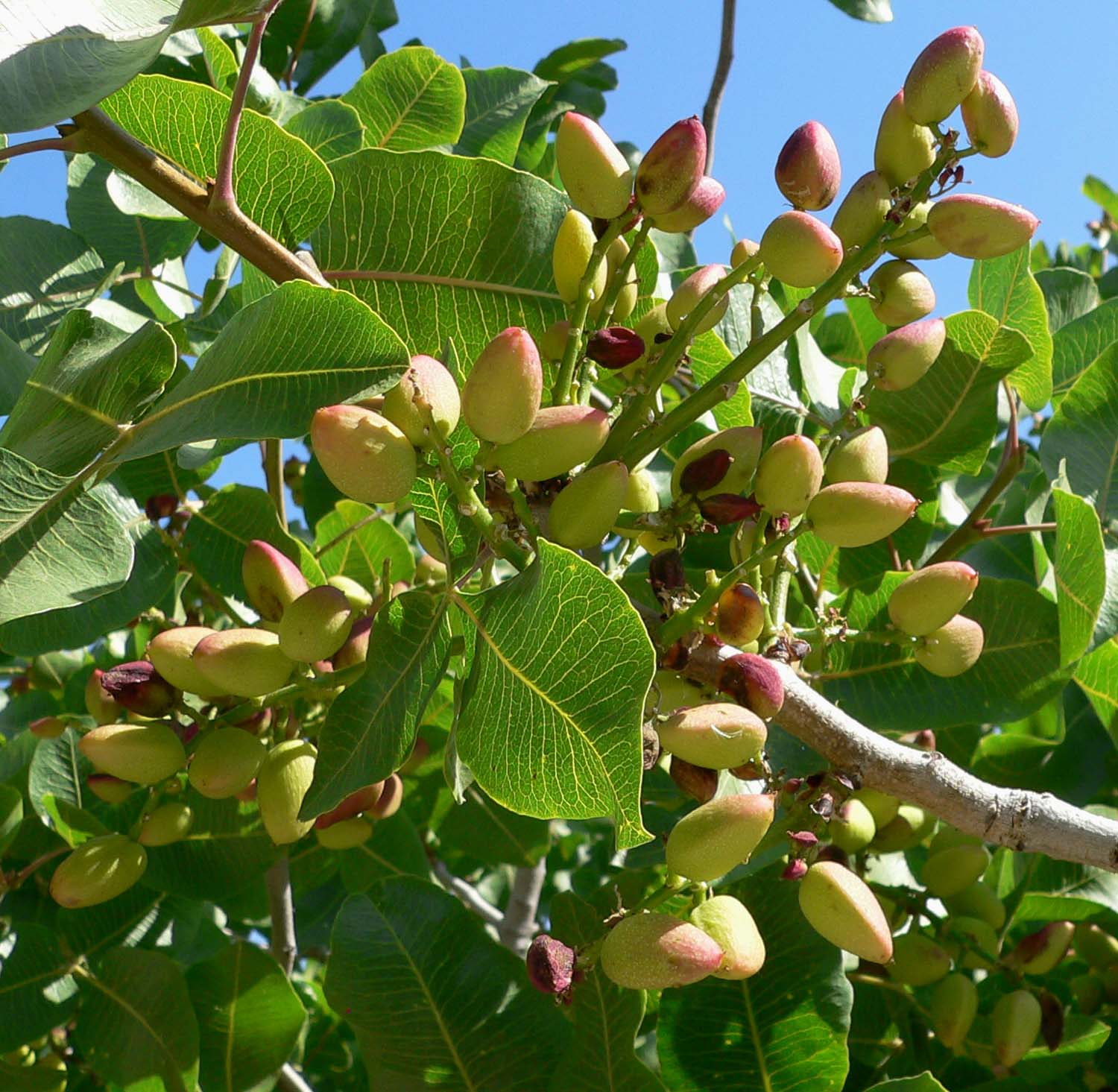
Feuilles et fruits.

## Description
Pistacia vera est un arbuste dioïque (les fleurs mâles et femelles sont portées par des arbres différents), de 5 à 7 m de haut, parfois jusqu'à 10 m.
- Les feuilles caduques, alternes, un peu coriaces, à nervures proéminentes, pubérulentes, sont imparipennées, avec trois à cinq folioles ovales, de 55-90 x 30-65 mm[13].
- Les panicules de fleurs rose verdâtre sont dressés. Les fleurs mâles sont petites et comportent cinq sépales réguliers (mais pas de pétales) et cinq  étamines faites d'une grosse anthère portée par un filet très court. Les fleurs femelles aussi à cinq  sépales et apétales, ont un ovaire supère muni de cinq  carpelles soudés. L'absence de nectaires susceptibles d'attirer les insectes n'autorise qu'une pollinisation par le vent. La floraison se déroule d'avril à juin
- Le fruit est une drupe monosperme, ovoïde, à péricarpe sec, 20 à 25 mm et endocarpe (coque) dur, souvent fendu. Il contient à maturité une amande comestible, la pistache. Fraîche, la pistache est une amande délicatement parfumée, d'un vert pâle, huileuse, couverte d'une pellicule roussâtre. Les cotylédons sont volumineux et de teinte verte.

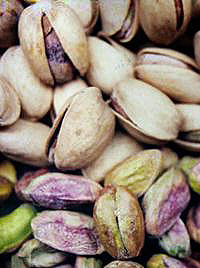
Pistaches.

## Distribution
Pistacia vera pousse spontanément en Asie centrale, dans le nord-est de l'Iran et le nord de l'Afghanistan. En Asie centrale, la distribution principale est en Tadjikistan, Ouzbékistan, Kirghizistan et dans le sud du Turkménistan et du Kazakhstan. Il est le plus abondant au Tadjikistan où il s'étend sur 115 000 ha.
Il a d'abord été cultivé dans les régions méditerranéennes avant de l'être ailleurs dans le monde. La culture des pistachiers s'étend de son centre d'origine en Asie centrale à l'Italie, l'Espagne, l'Afrique du Nord, le Moyen Orient, la Chine et plus récemment les États-Unis et l'Australie.
P. vera est subspontané en région méditerranéenne et dans d'autres régions du Moyen-Orient.

## Culture

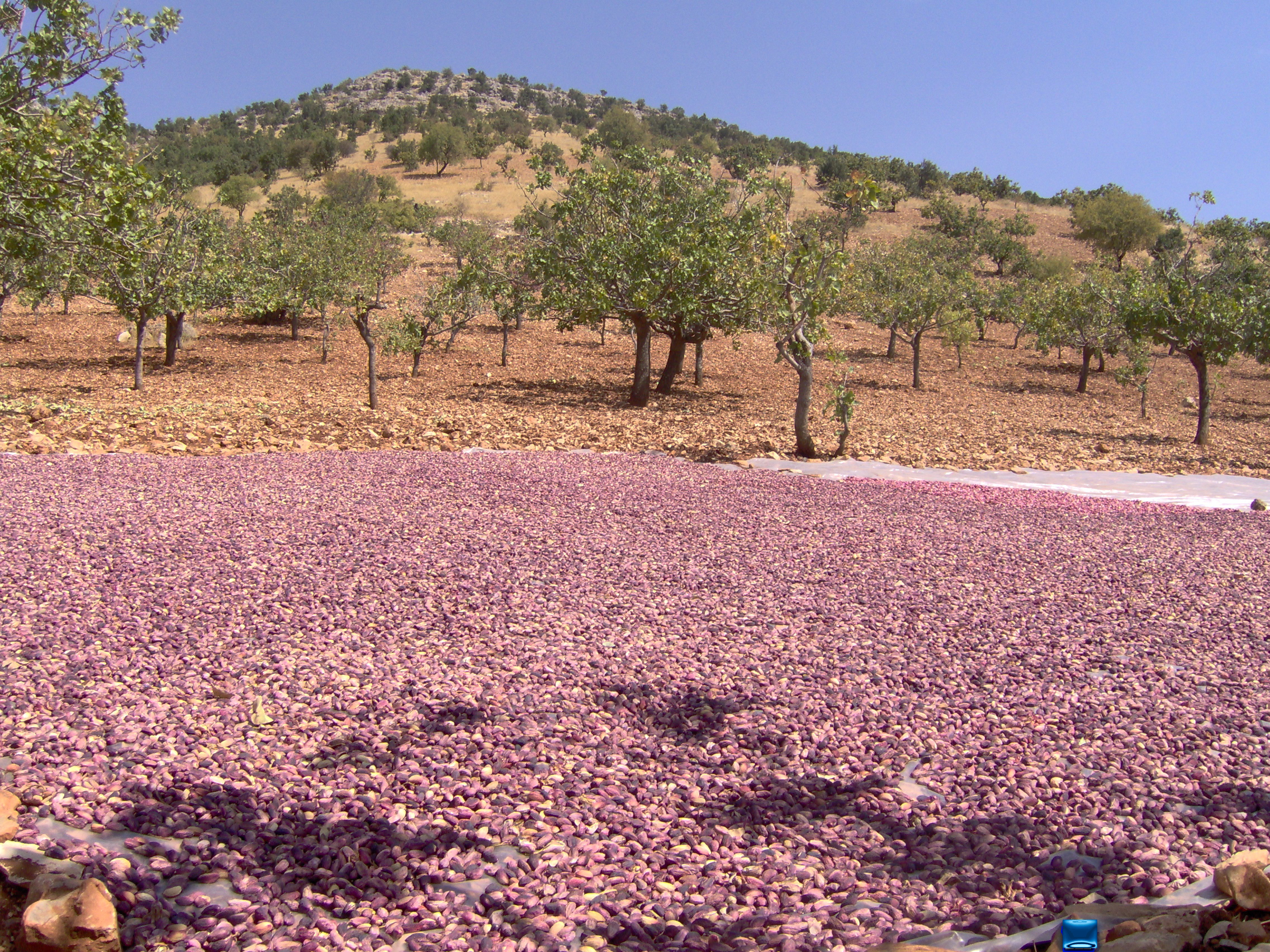
Verger de pistachiers et séchage des pistaches au premier plan (Turquie).

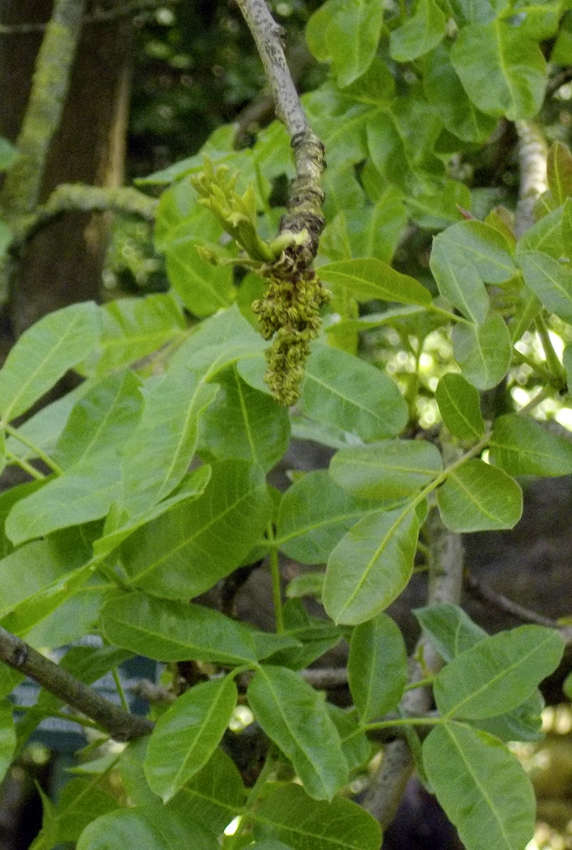
Fleurs mâles du Pistacia vera L. historique du jardin alpin, Jardin des plantes, Paris.

Les pistachiers sont des arbres capables d'une grande résistance au froid (jusqu'à −25 °C) et à la sécheresse. Ils craignent cependant les gelées de printemps à −2 °C. Pour donner des fruits de qualité, ils ont besoin du froid hivernal et d'une grande chaleur estivale (une température supérieure à 30 °C durant 98 à 110 jours par an, selon Ayfer, 1963).
Ils s'adaptent à tous les sols pierreux, superficiels et secs grâce à leur système radiculaire puissant. On augmente les rendements en irriguant en période très chaude.
Pistacia vera L. est dioïque. Les arbres femelles ne peuvent produire des fruits qu'en présence d'arbres mâles. La synchronisation de la floraison des pistachiers mâles et des pistachiers femelles est essentielle à la production. En culture, la densité d'un mâle pour huit femelles est considérée comme adéquate,.
Les premières récoltes de pistaches n'apparaissent qu'au bout de 6 à 8 ans. Les fruits ont une maturité échelonnée et sont récoltés en deux fois à l'automne. Ils sont mis à sécher à l'ombre, puis placés dans un local de conservation bien sec.
Les pistachiers peuvent vivre plus de 100 ans.
Les arbres doivent être conduits en tige ou demi-tige sur sol désherbé, avec arrosage régulier. Il ne faut pas laisser le sol sécher.
La taille se fait en janvier, elle n'est jamais sévère, elle contribue à limiter l'alternance biennale.
La méthode de multiplication la plus utilisée est le bouturage. Les bouturages herbacés de tiges se font au mois de juillet. 
- Variétés cultivées

Plusieurs cultivars mâles tels que 'Nazaret 1', 'Christ', 'Peters' ont été sélectionnés selon la précocité de leur floraison qui doit correspondre à celle, plus étalée, des cultivars femelles.
Les pays producteurs ont développé quelques cultivars de bonne qualité :
Chypre : 'Kéri', 'Messaria'
États-Unis : 'Kerman', 'Allepo', 'Bronte', 'Kay', 'Joley'
Grèce : 'Egina'
Iran : 'Impériale de Dameghan', 'Sefideh-Momtaz'
Italie, Sicile : Agostera', 'Napoletana'
Syrie :'Achouri', 'Batouri'
Turkménistan : 'Akart-Tchecmé', 'Chor-Tchéchimé'
Turquie : 'Antep' (cultivar principal), 'Siirt', 'Abiad miwahi', El Jalale'
Les pistaches syriennes d'Alep étaient jadis réputées. C'est pourquoi l'arbre est parfois aussi appelé pistachier d'Alep.
- Maladies et parasites

Le pistachier est particulièrement sensible aux champignons, ceux du sol, tel le pourridié, mais aussi la verticilliose, et aux rouilles, sur les feuilles.
Les capnodes (Capnodis cariosa) et un puceron galligène peuvent aussi l’attaquer. Il est sensible aux acariens tels l'araignée rouge.

## Production
Les principaux pays producteurs sont l'Iran et les États-Unis (principalement la Californie), viennent ensuite la Turquie, puis  la Syrie, la Grèce et enfin l'Italie et la Tunisie (FAO).
| Production de pistaches en 2013 (FAO) |                     |
| Pays                                  | Production (tonnes) |
| Iran                                  | 478 600             |
| États-Unis                            | 196 930             |
| Turquie                               | 88 600              |
| Syrie                                 | 54 516              |
| Grèce                                 | 11 000              |

## Découverte de la sexualité des plantes
Avant le XVIIIe siècle, la compréhension du mode de reproduction des végétaux était très sommaire. Le botaniste allemand Camerarius (1655-1721) réalise pour la première fois une série d'expériences mettant en lumière les rôles complémentaires essentiels joués par les étamines et le pistil (qualifiés par analogie d'organe sexuel mâle et femelle) dans la reproduction. Cependant, Tournefort, professeur au Collège royal, resta convaincu jusqu'à sa mort en 1708, que les étamines sont de simples organes excréteurs, sans aucun rôle sexuel. Le pollen est à cette époque encore appelé « poussière ».
Cette idée d'une sexualité des plantes parvint au jeune Linné par l'intermédiaire d'un mémoire de Vaillant (de 1717) qui lança « la fusée qui devait être le signal de départ de l'un des plus grands développements de la biologie » écrit Hendrik de Wit.
Vaillant appuya son argumentation sur de nombreuses observations de plantes, comme les pariétaires, le pavot d'Orient, etc. Il expose en terme cru et humoristique la comparaison des étamines au pénis et aux testicules et des ovaires aux organes de la femme. Ses observations d'un pistachier aujourd'hui situé dans le Jardin Alpin, au Jardin des Plantes, lui permit de conforter sa conception de la sexualité des végétaux.
Sébastien Vaillant remarqua que ce pistachier esseulé fleurissait tous les ans sans fructifier comme un autre spécimen aux fleurs différentes situé dans un autre jardin de Paris. Il apporta alors une branche fleurie prélevée au Jardin royal des plantes médicinales et la secoua près de l'autre pistachier en fleurs, au jardin des Apothicaires, situé non loin dans l'École de Pharmacie, à l'actuel carrefour des rues de l'Arbalète et Claude Bernard. Des fruits apparurent pour la première fois. Cette expérience démontra la sexualité des plantes et la pollinisation.
L’expérience fut rendue possible :
- par le caractère dioïque de Pistacia vera L., caractère relativement rare, permettant d'éliminer les autofécondations,
- par le fait que les pistachiers n'étaient pas dans leur milieu naturel à Paris et étaient trop rares pour permettre une fécondation naturelle.

Par la suite, la sexualité des plantes fut démontrée pour l'ensemble des spermaphytes.